# Stauungspapille

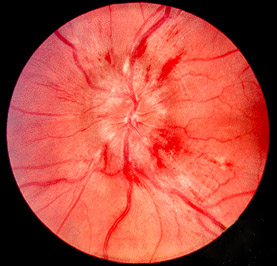
Stauungspapille am rechten Auge.

Als Stauungspapille wird ein Papillenödem bezeichnet, das infolge behinderten Blutabflusses eintritt. Dieser ödematösen Schwellung der Sehnervenpapille (Papilla nervi optici) an der Austrittsstelle des Nervus opticus aus dem Augapfel liegt zumeist ein intrakranieller Druckanstieg zugrunde.
Eine Stauungspapille tritt meistens beidseitig auf und kann bei längerem Bestehen mit einer Schädigung von Sehnervenfasern einhergehen. Bei einem einseitigen raumfordernden Prozess in der vorderen Schädelgrube kann die Kompression des gleichseitigen Sehnerven zur Optikusatrophie führen, sodass nur auf der Gegenseite eine Stauungspapille zu beobachten ist (siehe Foster Kennedy-Syndrom).

## Ursachen
Der runde Discus nervi optici ist nicht nur Durchtrittsstelle für die Fasern des Sehnerven durch die Lederhaut des Augapfels, sondern auch für die zentralen Netzhautgefäße (Vasa centralia retinae), die als Arteria centralis retinae und Vena centralis retinae innerhalb des Sehnervenkopfes verlaufen. Daher kann es bei Behinderungen des Blutabflusses hier zur Schwellung und Vorwölbung der normalerweise leicht eingebuchteten Sehnervenpapille kommen. Neben Verschlüssen der ableitenden Blutwege (Zentralvenenthrombose, Sinusthrombose) können dafür verschiedene Erkrankungen, die zu einem erhöhten Druck im Hirnschädelinnern (intrakranieller Druck) führen, der Grund sein.
Am häufigsten tritt eine Stauungspapille in Zusammenhang mit einem raumfordernden Prozess in der Schädelhöhle auf, der eine Druckerhöhung verursacht. Hierfür kommen außer einem Hirntumor bzw. intrakraniellen Metastasen auch Hirnblutungen und Hirnhauthämatome, Entzündung oder Infektion des Gehirns und der Hirnhäute, otogene Abszesse, Aneurysmen von Hirngefäßen und weitere Erkrankungen oder Fehlbildungen in Betracht. Ein erhöhter Hirndruck kann auch krisenhaft bei erhöhtem Blutdruck auftreten, oder aufgrund aufgestauten Hirnwassers. Da auch die Ausbildung des Papillenödems zeitabhängig ist, findet sich eine ausgeprägte Stauungspapille eher bei chronisch erhöhtem Hirndruck, nicht als Ausdruck akuter intrakranieller Drucksteigerung.

## Diagnostik
Mittel der Wahl für den Befund einer Stauungspapille ist die Spiegelung des Augenhintergrundes (Ophthalmoskopie), bei der die Papille u. a. nach Unschärfe, Rötung und Vorwölbung beurteilt wird. Aufgedeckt hatte den Zusammenhang von Hirnschwellung und Stauungspapille Albrecht von Graefe. In Einzelfällen kann auch eine Sonographie des Augapfels hilfreich sein. Die Feststellung einer Stauungspapille ist – auch ohne begleitende Kopfschmerzen oder Sehstörungen – als dringende Aufforderung zu verstehen, umgehend nach zugrunde liegenden Ursachen im Schädelinneren und insbesondere im Gehirn zu suchen. Dafür ist eine neurologische Untersuchung einschließlich Bildgebung des Schädelinneren durch eine Computertomographie oder Kernspintomographie zweckmäßig. Eine Lumbalpunktion zur Entnahme von Hirnwasser (Liquor) bei Vorliegen einer Stauungspapille jedoch sollte erst nach Ausschluss einer intrakraniellen Raumforderung erfolgen und dann auch eine Liquordruckmessung zum Ausschluss eines Pseudotumor cerebri beinhalten. Bei vorliegender Raumforderung sollte die lumbale Punktion dagegen unterbleiben, da sie mit dem Risiko einer lebensbedrohlichen Einklemmung des Hirnstamms verbunden sein könnte.